# Pierre Restany

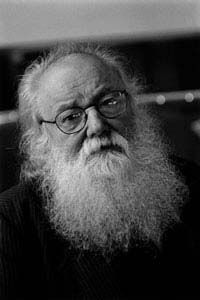
Pierre Restany (1998).

Pierre Restany (ur. 24 czerwca 1930, zm. 29 maja 2003) – francuski krytyk sztuki i filozof. Twórca „Nowego realizmu”. 

## Życiorys
Restany urodził się w Amélie-les-Bains-Palalda, dzieciństwo spędził w Casablance, Maroko. Po powrocie do Francji w roku 1949 uczęszczał do Liceum im. Henryka IV, później studiował na uniwersytetach we Francji, Włoszech i Irlandii. Od pierwszego spotkania w 1955 roku z Yves Klein, utrzymywał z nim bardzo bliską znajomość.

## Nouveau Realisme - Nowy Realizm
W roku 1960 Pierre Restany wraz z Yves Klein'em, podczas wspólnej wystawy w galerii Aplllinaire'a w Mediolanie, wprowadził pojęcie Nowego Realizmu. Była to grupa skupiająca francuskich i włoskich artystów, których łączyło „nowe spojrzenie na rzeczywistość”. Nowy realizm był odpowiedzią na amerykański Neo-dadaizm i Pop Art. Artystami „Nowego Realizmu” byli: Martial Raysse, Arman, Yves Klein, François Dufrêne, Raymond Hains, Daniel Spoerri, Jean Tinguely, Jacques Villeglé - później dołączyli César Baldaccini, Mimmo Rotella, Niki de Saint Phalle i Christo. 
Pierwsza wystawa odbyła się w listopadzie 1960 roku podczas paryskiego festiwalu awangardy. 
Od roku 1963 Restany wydawał czasopismo „Domus” na temat sztuki i architektury. 
Z początkiem lat siedemdziesiątych zainteresował się kierunkiem artystycznym stworzonym przez Freda Foresta „Sociological art collective”. Od roku 1985 wydawał magazyn „D'ARS”.
W latach dziewięćdziesiątych aż do swej śmierci żywo interesował się artystami tworzącymi sztukę komputerową, sztukę nowych technologii oraz sztukę cyfrową. 
Pierre Restany zmarł w Paryżu w 2003 roku i jest pochowany na cmentarzu Montparnasse.